# Jan van Ruusbroec

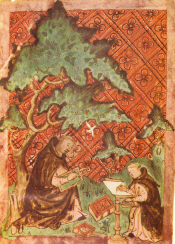
De Ruusbroec-miniatuur in het handschrift K.B. Brussel, 19.295-97.

Jan (of Johannes) van Ruusbroec of Ruysbroeck, ook "de Wonderbare" genoemd (Ruisbroek nabij Brussel, 1293 – Hoeilaart, 2 december 1381) geldt als een van de grootste mystici van de Zuidelijke Nederlanden. Tot zijn bekendste religieuze traktaten behoren Die gheestelike brulocht (ca. 1335) en Vanden gheesteliken tabernakel (ca. 1350).
Ruusbroec schreef in het Middelnederlands, maar zijn werken werden spoedig ook vertaald in het Latijn. Hij zou na Anne Frank de meest vertaalde Nederlandstalige auteur zijn. In 1908 werd Ruusbroec zalig verklaard.

## Leven
Jan van Ruusbroec werd sinds zijn negende opgevangen door zijn oom Jan Hinckaert. Hinckaert was een rijke priester, kapelaan van de Sint-Goedelekerk te Brussel, en zou zijn neefje naar de kapittelschool in Brussel sturen. De bronnen spreken een voortgezette studie in Parijs of Keulen niet tegen, maar wijzen ook niet in die richting. Ruusbroec zou vanaf 1317 vijfentwintig jaar lang kapelaan van Sint-Goedele blijven en het is erg onwaarschijnlijk dat een priester met een universitaire titel zo lang zo'n nederige functie zou uitoefenen.

### De Brusselse tijd
Veel is er over zijn jaren als kapelaan niet bekend. Broeder Geraert, een kartuizer uit Herne, die Ruusbroec persoonlijk ontmoette, schreef over het eerste deel van Ruusbroecs leven slechts één zin: "Heer Jan van Ruusbroec was ierst een devoet priester ende capelaen te Brussel in Brabant, in sinte goedelen kerke, ende daer begonste hi enighe van desen boeken te maken." Wat toch wel een erg bondige samenvatting is over een periode van vijfentwintig jaar. Toch vermeldt de kartuizer het enige feit dat we met zekerheid weten over Ruusbroecs verblijf in de Brabantse hoofdstad.
Dankzij Hinckaert en de jonge kanunnik Frank van Coudenberg, die in 1338 bij Hinckaert in de Loksumstraat ging wonen (beiden hadden gestudeerd aan de Sorbonne in Parijs) kende Ruusbroec de tendensen in de theologie aan de Sorbonne. Maar er waren ook contacten met de spirituele tendensen in het Rijnland, waar meester Eckhart (1260-1328) probeerde een brug te bouwen tussen de universitaire theologie en de vroomheid van de leken in de praktijk, door het schrijven van traktaten in de volkstaal. Eckharts leer werd op 27 maart 1329 door het pauselijk hof in Avignon veroordeeld, maar hij had toch het fundament gelegd voor een geloofsbeleving op de grens van kerk en wereld. Zoals in vele andere steden in Europa was er in het veertiende-eeuwse Brussel ook een mystieke subcultuur waaraan burgers, vrouwen en geestelijken deelnamen. Waarschijnlijk was Jan van Ruusbroec in het eerste deel van zijn leven de geestelijke leidsman van een dergelijke spirituele kring, ondanks zijn bescheiden status van kapelaan. Hij beleefde in deze drukke stedelijke samenleving topmomenten van mystieke ervaring die hij hier reeds te boek stelde. Het feit dat hij als kapelaan niet gerechtigd was om te prediken, was misschien voor hem de aanleiding om te schrijven. Zijn werk is dus zeker niet het product van een teruggetrokken bestaan in het Zoniënwoud, wat men zo vaak gesteld heeft, zijn eerste vijf werken waaronder Die gheestelike brulocht. De "Brulocht", zijn best gestructureerde werk dat terecht zijn meesterwerk genoemd wordt, schreef hij te Brussel.

### Groenendaal
Het lijkt erop dat Ruusbroec en zijn omgeving stilaan meer en meer onthecht raakten van de formele kerkelijke banden. Omstreeks 1338 stelden Hinckaert en Frank van Coudenberg hun lucratieve functie van kanunnik bij Sinte-Goedele ter beschikking. Het was omstreeks die tijd dat Van Coudenberg zijn intrek nam in de Loksumstraat.
In 1343 betrokken ze de kluis van Groenendaal. Over het waarom dat de drie seculiere priesters het kapittel van Sint-Goedele verlieten bestaat veel discussie. Sommigen beweren dat heer Frank om politieke redenen de stad moest verlaten. Broeder Geraert van de kartuizers van Herne, beklemtoont echter het verlangen van de drie naar afzondering en eenzaamheid: Ruusbroec verliet Brussel voor Groenendaal omdat hij "zich wilde terugtrekken uit de menigte van mensen". Volgens zijn biograaf Pomerius kon Ruusbroec zich hebben gestoord aan de manier waarop in Sinte-Goedele de officies werden gezongen en vooral aan het vals zingen van ene Godfried Kerreken. Ruusbroec noemde hem de vox tubalis (een stem als een tuba). Een van de werkelijke onderliggende redenen was waarschijnlijk zijn groeiende onvrede met de levenswijze van de geestelijkheid in zijn tijd, waar hij zelf over schreef: "want sie sijn als ene confusie en een lachter in de werelt ... also stinct nu die locht van den sonden ende van der quaden famen der onreinre priestere die nu sijn" (want ze zijn een laster in de wereld ...en de lucht stinkt naar de zonden en de kwalijke faam van de onreine priesters van vandaag).
De geschiedenis van de priorij van Groenendaal gaat terug tot 1304, toen hertog Jan II van Brabant via een oorkonde een jachthuis en een strook grond ter beschikking stelde van een kluizenaar Jan van den Bossche. Die groef een gracht rond de kluis om zich af te zonderen en te beschermen. In de akte van Jan II werd reeds rekening gehouden met mogelijke opvolgers. Arnoldus van Diest vestigde zich later in de kluis en in 1343 was er een zekere Lambertus die de kluis betrok, maar plaats ruimde voor het drietal van Ruusbroec. De kluis was niet veel meer dan een klein boerderijtje met een kapel, gelegen aan een vijver, maar al snel ontstond een kleine gemeenschap van een man of acht die zo veel mogelijk van de opbrengst van hun kleine domein probeerden te leven.
De eerste jaren leefden zij zonder regel en zonder overste. Van de bisschop, Gwijde van Kamerijk, kregen ze toelating om een tijdje in eenzaamheid te gaan leven. Men zocht geen klooster op omdat Ruusbroec veel kritiek had op de geestelijke situatie in de meeste kloosters. "Alle orden en religieuze gemeenschappen werden ontrouw aan hun oorsprong en ze werden aan de wereld gelijk. Behalve dan de religieuzen die niet buiten hun klooster komen: de kartuizers en al de vrouwen die in slotkloosters leven." Jan van Ruusbroec bezocht zelfs enkele malen kartuizerkloosters, waaronder dat van Herne.
In 1350 zou hun gemeenschap toch de regel van Augustinus aannemen en ze sloten zich aan bij de augustijner kanunniken van Saint-Victor in Parijs en via een bisschoppelijk besluit werd Groenendaal een proosdij van de augustijnerorde. Frank van Coudenberg was de eerste proost en Ruusbroec de eerste prior.

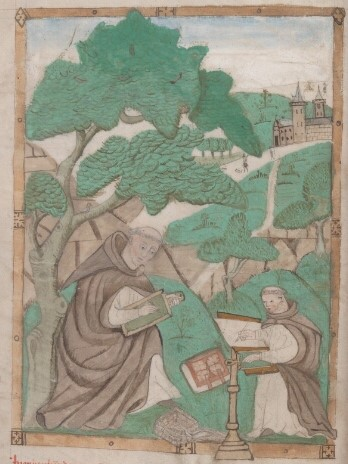
Bekende miniatuur uit het manuscript "Werken". Samengesteld in Bergen-op-Zoom, 1480. Bewaard in de Universiteitsbibliotheek Gent.

Gedurende de jaren in Groenendaal trok Ruusbroec zich vaak terug in de bossen. Hij nam wastafeltjes mee om te noteren wat hem werd ingefluisterd door de Heilige Geest. De goddelijke inspiratie waarop Ruusbroec zich beroept is echter niet genoeg om een werk in definitieve vorm te vervaardigen. We merken dat zijn traktaten een zeer precieze structuur hebben die sterke overeenkomsten vertonen met toen reeds bestaande preekschema’s. Om dit te verkrijgen moest hij dus overgaan naar een tweede, meer ambachtelijke, fase van het schrijverschap waarbij het materiaal op zijn wastafeltjes werd geordend en geformuleerd. Waarschijnlijk gebeurde dit gedeelte niet in de tot de verbeelding sprekende omgeving van het Zoniënwoud, maar gewoon achter de lessenaar. Getuige hiervan is de miniatuur in de oudste kopie van de verzamelde werken die in Groenendaal werden bijgehouden reeds tijdens het leven van Ruusbroec. Rechts op de miniatuur, ziet men het wijdverspreide beeld van Ruusbroec die in het bos inscripties maakt op een wastablet, maar in de linkerbenedenhoek zit een monnik aan een lessenaar de inhoud van een wastablet over te schrijven op een vel perkament. Deze figuur werd lang beschouwd als de voorstelling van de vlijtige kopiist die de werken van zijn medebroeder Ruusbroec aan het kopiëren was, maar deze tweede figuur kan uiteraard ook Ruusbroec zelf voorstellen, die zijn ideeën die hij op zijn wastablet had genoteerd verder uitwerkte in zijn cel.
In de gemeenschap van Groenendaal heeft Ruusbroec een onvergetelijke indruk nagelaten. Hij was geen overste van het klooster en in geleerdheid moest hij duidelijk onderdoen voor magister Vrank. En toch werd hij de centrale figuur van de nieuwe stichting. Alle tijdgenoten hebben daarvoor één en dezelfde verklaring: hij ervoer op een uitzonderlijke manier Gods tegenwoordigheid. En hij was in staat om zijn kennis van het goddelijk mysterie aan anderen mee te delen. Deze uitzonderlijk mystieke roeping werd door zijn directe omgeving algemeen erkend en gerespecteerd. Hierin verschilt hij ook duidelijk van andere mystieke schrijvers, die meestal naast erkenning ook hardnekkige weerstand ondervonden.
Zijn invloed verspreidde zich snel over Europa, talrijke machtige en edele personen kwamen hem in Groenendaal opzoeken, klerken zowel als meesters en doctors in de theologie. Een van die bezoekers was Geert Grote, die de meester bezocht toen hij op doorreis was van Deventer naar Parijs. De gesprekken die Grote met Ruusbroec voerde, zouden van beslissende invloed geweest zijn op het verdere leven van Grote en op de connectie tussen Groendaal en de Moderne Devoten. Een ander beroemd bezoeker was Johannes Tauler, de dominicaanse mysticus uit Straatsburg.
Kort na zijn dood kreeg Ruusbroec de bijnaam 'admirabilis' ("de wonderbare"). Hij wordt tot de grootste mystici uit de wereldliteratuur gerekend. Paus Pius X verklaarde Jan van Ruusbroec in 1908 zalig.

## Ruusbroec versus zijn tijdgenoten
De waarde van Ruusbroecs oeuvre komt pas volledig tot zijn recht wanneer we het vergelijken met dat van zijn tijdgenoten. Dichter Jan van Boendale, de schepenklerk in Antwerpen, ontpopte zich tot een gedreven leermeester en moralist. Hij probeerde zijn publiek te onderwijzen met nuttige adviezen en feitelijke informatie en trachtte zo de mens meer bagage mee te geven voor het aardse leven. Ruusbroec daarentegen toont geen interesse voor concrete feiten en cijfers en schrijft veel meer bespiegelend.
Toch staat Boendale met zijn Der leken Spiegel veel verder dan zijn collega-dichters uit de middeleeuwen. De door de kerk verkondigde normen zijn niet langer zijn enige leidraad, hij doet beroep op het rationele denken en de regels voor zelfhandhaving in de maatschappij. Ruusbroec bereikt echter een veel hoger niveau in zijn werk, de mysticus is een echte auctor in de middeleeuwse betekenis van het woord. Hij doet beroep op eigen inspiratie, of die van God zoals je wil, en niet uit het werk van andere toonaangevende auteurs. Boendale maakt een duidelijk onderscheid tussen de begrippen auctor en dichter, en treedt hiermee de toen algemeen aanvaarde opvattingen over het schrijverschap bij. In tegenstelling tot een auctor maakte een dichter vooral gebruik van voorbeeldteksten die men dan vertaalde, verzamelde of herwerkte. Boendale moet, net zoals de meeste van zijn Middelnederlandse collega’s, en vond dat ook van zichzelf, tot de laatste categorie worden gerekend.
De vele bewonderaars van Ruusbroec zullen later vaak zijn sterk bezielend werk toeschrijven aan een goddelijke tussenkomst. Ook Ruusbroec zelf zal het niet laten dit steeds te beklemtonen. Zo antwoordde Ruusbroec eenvoudig op de kritiek van Geert Grote, die, ondanks het feit dat hij een grote bewonderaar van de mysticus was, twijfelde aan de orthodoxie van diens geschriften: “Meester Geert, weet dit wel: nooit heb ik een woord neergeschreven tenzij onder de inspiratie van den H. Geest.”
Ook al had de middeleeuwse literatuurtheorie minder moeite met de goddelijke tussenkomst die Ruusbroec omschrijft, toch beschouwde men toen deze goddelijkheid als de kern maar niet als de gehele inspiratiebron van zijn werk. Ze is hiermee genuanceerder en dichter aanleunend bij de moderne literatuurtheorie dan vaak wordt verondersteld.

## Werken

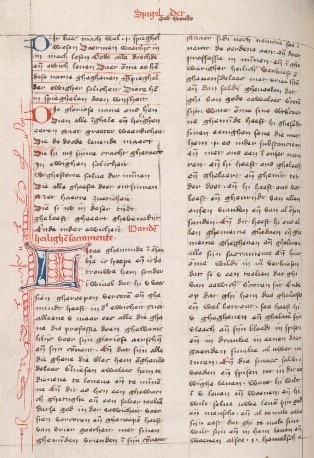
Fragment van de "Spieghel der eeuwigher salicheit" uit het verzamelhandschrift "Werken". Samengesteld in Bergen-op-Zoom in 1480. Bewaard in de Universiteitsbibliotheek Gent.

Hierbij een overzicht van de werken van Ruusbroec.
- Dat rijcke der ghelieven[a], ca. 1333
- Die gheestelike brulocht[b], ca. 1335-1340
- Vanden blinckenden steen[c], uiterlijk 1343
- Vanden vier becoringhen[d], begin 1343
- Vanden kersten ghelove[e], uiterlijk 1343
- Vanden gheesteliken tabernakel[f][g], deels voor 1350 en deels erna
- Vanden seven sloten[h], voor 1358, ca. 1346
- Spieghel der eeuwigher salicheit[i], 1359
- Vanden seven trappen[j], 1359-1362
- Boecsken der verclaringhe, ca. 1363
- Vanden twaelf beghinen[k], ca. 1365

Het werk Vanden XII dogeden (Over de twaalf deugden) is lang voor een werk van Ruusbroec gehouden (zie o.m. de lijst op DBNL in de externe links) maar werd geschreven door een van zijn medebroeders kanunnik Godfried Wevel.

## Maeterlinck
De Belgische schrijver en Nobelprijswinnaar Maurice Maeterlinck vertaalde Ruusbroecs Die gheestelike brulocht in het Frans (L'ornement des noces spirituelles de Ruusbroec l'admirable, 1910). In zijn voorwoord schreef hij:

"Ik ken weinig schrijvers die onhandiger zijn dan hij; hij verloopt bij wijlen in zonderlinge kinderachtigheden en de eerste twintig hoofdstukken van zijn boek, al vormen ze misschien een noodzakelijke inleiding, bevatten niet veel meer dan flauwe gemeenplaatsen. Hij herhaalt zich meermaals en lijkt zich soms tegen te spreken. Hij paart de onwetendheid van een kind aan de wetenschap van iemand die uit de dood is teruggekeerd. Overal vertoont zich een monsterachtige wanverhouding tussen wetenschap en onwetendheid, tussen kracht en begeerte. Velen zullen dan ook in zijn boek niet veel meer zien dan het werk van een visionaire monnik, van een sombere kluizenaar, een heremiet, dronken van vasten en van koorts verteerd. En toch — deze arme, eenzame monnik, die geen Grieks en misschien geen Latijn kende, vangt te midden van het duistere Zoniënwoud, in zijn onwetende, eenvoudige ziel de verblindende weerschijn van de hoogste en geheimzinnige bergtoppen van het menselijk weten op. Onbewust kent hij het platonisme van Griekenland, het soefisme van Perzië, het brahmanisme van Indië en het boeddhisme van Tibet, en zijn wonderlijke onwetendheid vindt de wijsheid van begraven eeuwen terug en voorziet de wetenschap van eeuwen die nog niet geboren zijn."

## Hulde
- In 1925 werd in Antwerpen het Ruusbroecgenootschap[16] opgericht dat wetenschappelijk onderzoek verricht naar de geschiedenis van de vroomheid in de Nederlanden.
- Een Jan-van-Ruusbroeckollege werd in 1969 geopend in Laken (www.ruusbroec.be).

## Uitgaven en vertalingen
- Ruusbroecgenootschap Antwerpen, Jan van Ruusbroec, Werken, naar het standaardhandschrift van Groenendaal, Tielt, Lannoo & Den Haag, Residentiebode, 1944-1948 (4 bdn.) (Middelnederlandse tekst; ook beschikbaar op Biografieën, werken en teksten bij de Digitale Bibliotheek voor de Nederlandse Letteren (dbnl))
- Lode Moereels (red.), Ruusbroec hertaald, 10 dln., 1976-1983 (volledig werk met moderne hertaling)
- Guido De Baere & Thom Mertens (red.), The Complete Ruusbroec, Turnhout, Brepols, 2014 (2 bdn.) (hedendaagse Engelse vertaling en Middelnederlandse tekst)
- Guido De Baere e.a. (ed.), Jan van Ruusbroec, Opera omnia, Tielt, Lannoo - Leiden, Brill - Turnhout, Brepols, 1981-2006 (10 dln. in 11 bdn.) (Middelnederlandse tekst, 16e-eeuwse Latijnse vertaling, hedendaagse Engelse vertaling)